# دریاچه بلویه (چوواشستان)
دریاچه بلویه یک دریاچه در استان چوواشستان کشور روسیه است.